# Nungena binocularis
Nungena binocularis är en skalbaggsart som först beskrevs av Mckeown 1942.  Nungena binocularis ingår i släktet Nungena och familjen långhorningar. Inga underarter finns listade i Catalogue of Life.